# Blonay – Saint-Légier

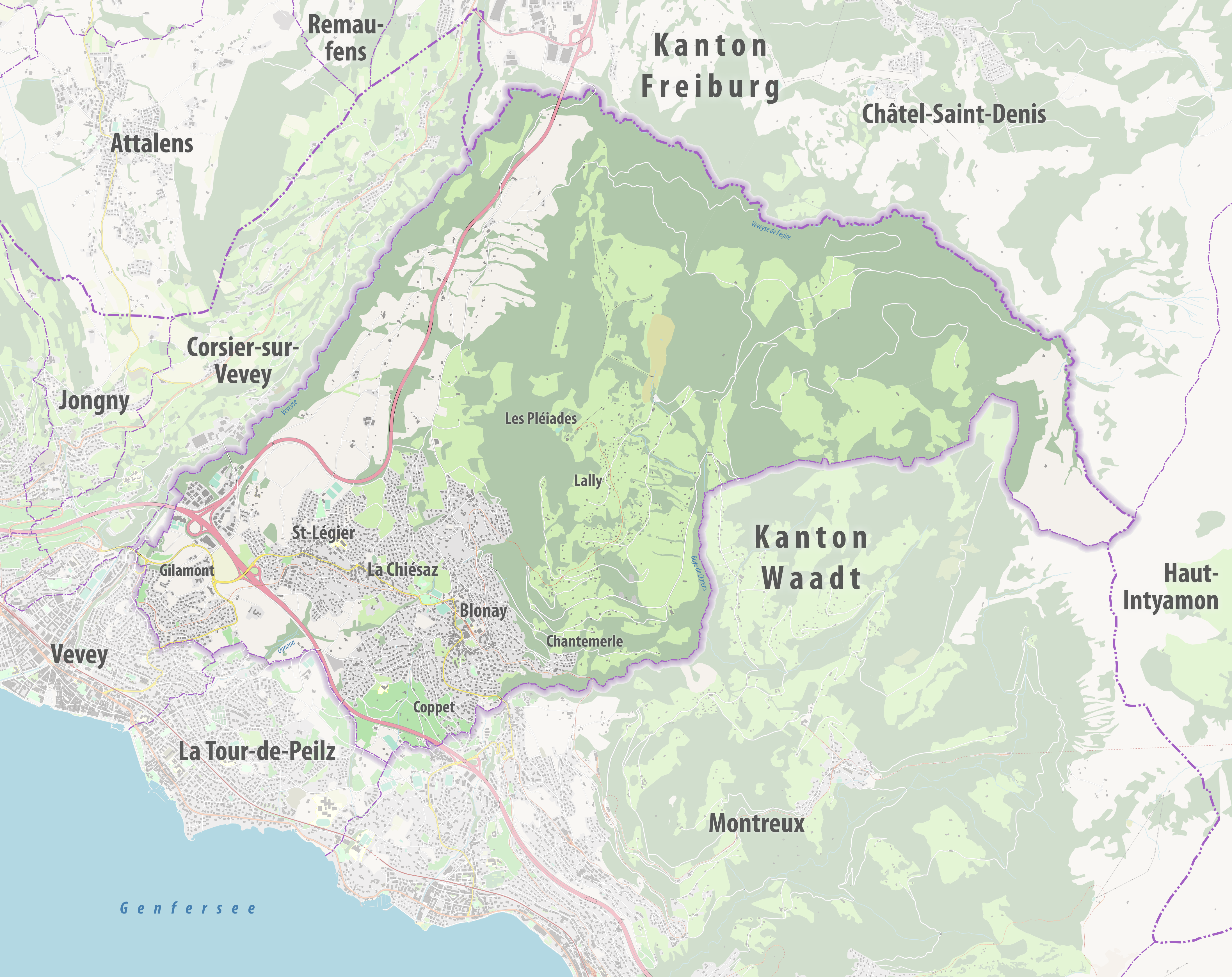

Blonay – Saint-Légier is een gemeente en plaats in het Zwitserse kanton Vaud, en maakt deel uit van het district Riviera-Pays-d'Enhaut. De gemeente telde op 31 december 2022 12.117 inwoners en had met een oppervlakte van 31,24 km² een bevolkingsdichtheid van 388 inw/km². Blonay – Saint-Légier ligt op een hoogte tussen de 428 en 1892 m boven de zeespiegel. 23,2 % van de geregistreerde inwoners beschikt niet over Zwitserse burgerrechten.
De gemeente is het resultaat van de fusie van de gemeenten Blonay en Saint-Légier-La Chiésaz op 1 januari 2022. Naast de drie centrale woonkernen, Blonay, Saint-Légier en La Chiésaz, liggen ook ook de dorpen en gehuchten L'Alliaz, Clies, Les Chevalleyres, Fayau(x), Hauteville, Lally en Ondallaz op het grondgebied van de fusiegemeente.
Blonay wordt voor het eerst vermeld in 861 als Blodennaco. In 1108 werd het vermeld als Bloniaco. In de 13e eeuw stond het bekend als Blonay, Blonai en Blunai. Saint-Légier wordt voor het eerst vermeld in 1228 als Sanctus Leodegarus.
Over het grondgebied van de gemeente ligt een deel van het spoortraject van de toeristische spoorweg Chemin de fer-musée Blonay-Chamby. In het zuidwesten van de gemeente ligt het Château d'Hauteville op een plateau boven het meer van Genève en het centrum van Vevey. Het kasteel verwierf enige internationale bekendheid als locatie waar de band Rainbow onder leiding van Ritchie Blackmore voor de opname van het album Long Live Rock'n'Roll in december 1977 verbleef. Het kasteel werd in 2019 aangekocht door de Pepperdine University die er in juli 2023 een internationale, Zwitsers-Europese campus opende. Ook de internationale school École internationale bilingue du Haut-Lac / Haut-Lac International Bilingual School met onderwijs in Frans en Engels voor de meer dan 600 leerlingen van de school ligt op het grondgebied van de gemeente. Het kasteel van Hauteville en de Zwitserse hervormde kerk Notre-Dame van Saint-Légier-La Chiésaz staan op de lijst van Zwitsers erfgoed van nationale betekenis.
De gemeente ligt deels op de bergflanken van Les Pléiades. Het bergstation, op een hoogte van 1.362 m, gelegen boven het dorp Lally, is bereikbaar met de tandradspoorweg Vevey-Blonay-Les Pléiades. De alpenweiden rond Les Pléiades zijn bekend voor de overvloedige bloei van witte narcissen in mei. Ten oosten van Les Pléiades ligt het hoogveen Les Tenasses, beschermd als natuurreservaat. Op de zuidhellingen onder de dorpskern van Blonay, die optimaal zonnig zijn, wordt op ongeveer 50 hectare wijnbouw bedreven. De gemeente omvat ook de noordelijke hellingen van Le Folly (1730 m boven de zeespiegel) en Le Molard (1751 m boven de zeespiegel), bedekt met bos en alpenweiden, en strekt zich uit tot de bovenloop van de Veveyse de Fégire. Het hoogste punt van de gemeente wordt bereikt op 1892 m boven de zeespiegel op Le Pila, een piek in de keten tussen de Moléson en de Rochers de Naye. 

## Heraldiek
Het wapen van de nieuwe gemeente is ontworpen met behoud van de unieke elementen van de twee samenstellende oude gemeenten. Van het wapen van Blonay werden de twee harten, uitgehold en met elkaar verstrengeld weerhouden. Deze figuur was uniek onder de gemeentewapens van Vaud (en daarbuiten). Van het wapen van Saint-Légier-La Chiésaz werd de kleurkeuze weerhouden, het wapen bestond uit een sinopel (groen) kruis omzoomd met goud (geel) op een veld van gules (rood), een kleurschema wat ook uniek in het kanton was.

## Transport
De Autoroute du Rhône (A9) vormt voor een groot deel de zuidwestelijke grens van de gemeente. De A12 die Bern met Vevey verbindt ligt in het noordwesten van de gemeente. De échangeur La Veyre waar de A12 eindigt en aansluit op de A9 ligt in het westelijk puntje van de gemeente.
Blonay – Saint-Légier · Chardonne · Château-d'Œx · Corseaux · Corsier-sur-Vevey · Jongny · La Tour-de-Peilz · Montreux · Rossinière · Rougemont · Vevey · Veytaux